# 평양평야
평양평야(平壤平野)는 북한 지역에 위치한 평야로, 넓이는 약 950㎢에 달하여 평양을 중심으로 펼쳐져 있다. 석회암이 용식된 카르스트 준평원으로서, 대동강과 지류들이 합류되는 지점에는 많은 충적지가 발달되어 있다. 종래 낙랑 준평원(樂浪 準平原)이라고도 불렸다.

## 같이 보기
- 평양
- 한국의 평야